# مالك بن النضر
مالك بن النضر.
الجد الحادي عشر للنبي محمد بن عبد الله. يُكنى بأبي الحارث.

## نسبه
- هو : مالك بن النضر بن كنانة بن خزيمة بن مدركة بن إلياس بن مضر بن نزار بن معد بن عدنان.[1]
- أمه : عاتكة بنت عدوان وهو الحارث بن عمرو بن قيس عيلان بن مضر بن نزار بن معد بن عدنان.

## زوجاته
- جندلة بنت عامر بن الحارث بن مضاض بن عمرو الجرهمية.
- وقيل: سلمى بنت أد بن طابخة بن إلياس بن مضر بن نزار بن معد بن عدنان.
- وقيل: جميلة بنت عدوان البارقية.

## ولده
- الحارث بن مالك
- فهر بن مالك
- ياسمين بنت مالك زوجة وحبيبة بسام بن يخلد